# كاثرين فريدريكسن
كاثرين فريدريكسن (بالنرويجية البوكمول: Kathrine Fredriksen)‏ هي سيدة أعمال نرويجية، ولدت في 29 سبتمبر 1983 في لندن في المملكة المتحدة.